# Microgale dobsoni
Microgale dobsoni é uma espécie de mamífero da família Tenrecidae, endêmica de Madagascar.